# Шаган (Сирдар'їнський район)
Шага́н (каз. Шаған) — село у складі Сирдар'їнського району Кизилординської області Казахстану. Адміністративний центр та єдиний населений пункт Шаганського сільського округу.
У радянські часи село називалось Чаган.
Населення — 4243 особи (2021; 4343 у 2009, 3974 у 1999, 3663 у 1989).